# Oonopinus oceanicus
Oonopinus oceanicus là một loài nhện trong họ Oonopidae.
Loài này thuộc chi Oonopinus. Oonopinus oceanicus được Brian J. Marples miêu tả năm 1955.